# Live at Theresa’s 1975
Live at Theresa’s 1975 ist ein Album des US-amerikanischen Mundharmonikaspielers Junior Wells.

## Allgemeines
Das Album wurde an zwei Abenden im Jänner 1975 in Theresa’s Tavern in Chicago (Illinois) aufgenommen, aber erst 2006 von Delmark Records veröffentlicht. Obwohl Wells und seine Band während der 1970er-Jahre oft in Theresa’s aufgetreten sind, bringt dieses Album die einzigen Liveaufnahmen aus dieser Zeit. Auf dem Album finden sich klassische Songs von Wells, aber auch Coverversionen von Bluesstandards, wie beispielsweise Juke von Little Walter, Going Down Slow von St. Louis Jimmy Oden und Key to the Highway von Big Bill Broonzy. Die Gespräche mit dem Publikum tragen viel zur Clubatmosphäre bei, die die CD vermittelt. Das Album wurde mit dem Living Blues Award 2007 als beste historische Bluesaufnahme ausgezeichnet.
Die Show wurde ursprünglich für den Chicagoer Radiosender WXRT aufgenommen und von ihm auch gesendet.

## Tracklist
1. Little by Little 	(Blakemore) 4:41
2. Snatch It Back and Hold It (Wells) 6:36
3. Talk :24
4. Love Her with a Feeling (P.D., Tampa Red)	4:12
5. Talk 1:51
6. Juke (Little Walter) 3:36
7. Talk 1:00
8. Happy Birthday 1:27
9. Talk 1:41
10. Scratch My Back (Moore) 5:44
11. Help the Poor 3:55
12. Talk :39
13. Come on in This House (Blakemore) 3:23
14. Talk :41
15. What My Mama Told Me (Blakemore) 8:04
16. Key to the Highway 4:07
17. Talk :12
18. Goin' Down Slow (Oden) 8:27
19. Talk :33
20. Messin’ with the Kid 2:27[2]

## Kritikerstimmen
- Rolling Stone (S. 74) – „[…] a rare document of electric Chicago, up close and personal.“ (Ein seltenes Dokument von elektrischem Chicago Blues, in Großaufnahme und persönlich.)
- Down Beat (S. 62) –  „Relaxed and informal in its intensity and in its meeting of the blues and James Brown funk […]“ (Entspannt und locker in seiner Intensität und in seinem Treffen des Blues mit James Browns Funk)
- Dirty Linen (S. 76) – „[T]wo nights of Wells at his peak in 1975 are preserved in LIVE AT THERESA’S, one of the year’s best historic blues recordings.“ (Zwei Nächte mit Junior Wells auf seinem Höhepunkt sind auf Live at Theresa’s konserviert, eine der besten historischen Bluesaufnahmen des Jahres.)
- Mojo (S. 95) – „[I]t vividly catches the ambience of two gigs at his favourite Chicago club.“ (Das Album fängt lebendig die Stimmung von zwei Liveauftritten in seinem Chicago Lieblingsclub ein.)[3]